# Дружко, Сергей Евгеньевич
 Серге́й Евге́ньевич Дружко́ (род. 3 ноября 1968, Уральск, Казахская ССР, СССР) — российский актёр кино, телевидения и дубляжа, телеведущий, певец, музыкант, режиссёр телевидения. Автор и ведущий программы «Необъяснимо, но факт» (2005—2008) на телеканале «ТНТ». В 2017—2018 годах — ведущий канала «Druzhko Show» на YouTube. Также является продюсером своих проектов.

## Биография
Сергей Дружко родился 3 ноября 1968 года в Уральске. Отец, Евгений Сергеевич Дружко, по профессии был начальником строительного управления, мать, Валентина Фёдоровна, — педагог по образованию (в прошлом — директор дома пионеров).
Сергей был комсомольцем, окончил среднюю образовательную школу № 17. В шестнадцатилетнем возрасте переехал жить в город Ленинград с целью получить высшее образование. Там обучался в Военной инженерной академии им. А. Ф. Можайского. Далее поступил в Ленинградский государственный институт театра, музыки и кинематографии (ЛГИТМиК, мастерская А. Н. Куницына), играл главные роли в учебном театре «На Моховой». После окончания первого курса 1 сентября 1985 года был призван в армию — на Байконур, где по окончании службы был награждён медалью «За отличие в воинской службе» второй степени. По истечении двух лет после службы, по приглашению мастера, в двадцатилетнем возрасте Сергей был зачислен сразу на четвёртый курс. Ради этого он за полгода сдал экстерном все экзамены и зачёты, которые нужны для попадания на 4 курс.
После окончания института в 1990 году Сергей прожил в Англии больше года.
По возвращении в Россию работал диджеем на радиостанции, референтом начальника судебно-медицинской службы по международным вопросам, организатором гастролей театральных коллективов, организатором и управляющим брендовых торговых сетей. Записал несколько музыкальных дисков, выступал с сольными бардовскими программами.
В 2003 году переехал в Москву, где окончил ВГИК по специальности «кинорежиссёр». С 2005 по 2008 год был одним из авторов и ведущим программы «Необъяснимо, но факт» на телеканале ТНТ, в которой получал сообщения о столкновениях с различными мистическими аномалиями, а затем проводил расследования по их материалам. Также в 2009 году был ведущим программы «Фантастические истории» на канале «РЕН ТВ», в 2013 году — аналогичной программы «ТВ-3 ведёт расследование».
В 2016 году в социальной сети «ВКонтакте» было создано сообщество, где публиковались короткие ролики, вырезанные из передачи, в которых актёр произносит «ёмкие фразы „на все случаи жизни“», но в апреле 2017 года сообщество было заблокировано из-за авторских прав. В ноябре 2016 года в качестве демонстрации работы алгоритма, помогающего группировать посты «ВКонтакте» в ленте пользователей по схожим темам, сотрудники «ВКонтакте» создали бота, который отвечает на сообщения пользователей с помощью роликов с участием Дружко.
В мае 2016 года Сергей Дружко записал песню под названием «Наш Крым», а позднее в интервью порталу Life.ru подчёркивал, что считает Крымский полуостров исторически российской территорией.
С октября 2016 по июнь 2017 года был ведущим программы «Раскрывая мистические тайны» на телеканале «Москва Доверие». Исполнял роль Карла Хохшулле в антрепризном спектакле «Ангел из Баварии».
23 апреля 2017 года на YouTube был опубликован первый выпуск «Дружко Шоу». Ролик быстро приобрёл вирусную популярность — за неделю его посмотрели семь миллионов человек, и более миллиона пользователей подписались на канал. В шоу актёр, который выступает в роли ведущего, пародирует самого себя, нарочито серьёзно и по-дилетантски рассказывая о смешном в интернете, а также стараясь повсюду разглядеть заговор и мистику. Менее чем за два месяца канал набрал более 2,7 миллионов подписчиков, став одним из наиболее популярных русскоязычных каналов на YouTube.
С 23 февраля по 12 июня 2018 года появлялся в ежемесячной детской передаче «Дети-герои» на телеканале «Карусель» в роли наставника четырёх действующих лиц программы — детей, совершающих добрые поступки.
После закрытия «Дружко Шоу» на YouTube с 8 апреля по 18 декабря 2018 года последовательно выходили два проекта: «Дружко Сериал» и «Объяснимо? Не факт!». По состоянию на март 2019 года канал имел 2,4 миллионов подписчиков.
С марта по май 2019 года — автор и ведущий программы «За гранью реального» на телеканале «Че».
8 апреля 2019 года на YouTube появился канал «DRUZHKO CHANNEL», на котором с 23 апреля 2019 по 23 сентября 2020 года выкладывались видео различного характера с участием Дружко. Первое из них — пилотный выпуск проекта «Ночь в музее».

## Личная жизнь
От первого брака имеет сына Евгения (род. 2006), от второго брака с актрисой Ольгой Чурсиной — сына Платона (род. 2014). В июле 2017 года его третья (с февраля 2017 года) супруга Елена родила сына Михаила.

## Творчество

### Фильмография
| Год  |    | Название                                    | Роль                                                     |
| ---- | -- | ------------------------------------------- | -------------------------------------------------------- |
| 1992 | ф  | Дитя                                        | эпизод                                                   |
| 1992 | ф  | Третий дубль                                | Гена, муж Зины                                           |
| 1999 | с  | Улицы разбитых фонарей 2. Смерть на пляже   | метрдотель                                               |
| 2000 | с  | Убойная сила-1                              | бандит, подручный Боголепова                             |
| 2000 | с  | Улицы разбитых фонарей 3. Врачебная тайна   | охранник Воробьёва                                       |
| 2003 | с  | Огнеборцы                                   | начальник охраны Рустамова                               |
| 2003 | с  | Тайны следствия-3. Бумажная работа          | «врач»-похититель                                        |
| 2006 | с  | Русский перевод                             | Геннадий Иващенко, переводчик                            |
| 2006 | с  | Вызов. Чужая тень                           | Саша, милиционер, специалист по антиквариату             |
| 2012 | ф  | Дом на краю                                 | Глеб, похититель                                         |
| 2012 | с  | Дело следователя Никитина                   | эпизод                                                   |
| 2012 | с  | Хозяйка тайги-2                             | «Пеликан»                                                |
| 2013 | тф | Волчий остров                               | Виталий, бандит                                          |
| 2013 | ф  | Здрасьте, я ваш папа!                       | бандит, кредитор Иннокентия                              |
| 2013 | с  | Литейный-8. Ва-банк                         | Илья                                                     |
| 2013 | с  | Прокурорская проверка                       | следователь Титов                                        |
| 2013 | с  | Романовы                                    | Николай I                                                |
| 2013 | с  | Свиридовы                                   | посредник                                                |
| 2014 | с  | Лесник                                      | Григорий Викторович Смирнов («Сума»), бригадир угонщиков |
| 2016 | с  | Улицы разбитых фонарей 15. Оплата по счетам | Михаил Саянов                                            |
| 2016 | с  | След (серия «Агата»)                        | Максим Ильич Бежемский                                   |
| 2022 | ф  | Грозный папа                                | камео                                                    |
| 2023 | с  | Евгенич-2                                   | Маг                                                      |
| 2023 | с  | Тайна пропавшей деревни                     | камео                                                    |
| 2024 | ф  | Небриллиантовая рука                        | робот-милиционер («Робомент»)                            |

### Дубляж
- 2021 — Скайлайн 3 — Трент Корли (роль Джереми Фицджералда)[17]

### Съёмки в телевизионной рекламе
- 1998 — «КамАЗ — танки грязи не боятся!»
- 2017 — «NIVEA MEN»

### Съёмки в музыкальных клипах
- 2017 — Сансара — «Почему ты танцуешь так мало?»
- 2020 — Cream Soda — «Сердце лёд»

### В интернете
- 2017 — интернет-шоу «Дружко Шоу» на YouTube
- 2018 — YouTube-сериал «Дружко Сериал»
- 2018 — «Объяснимо? Не факт!»
- 2024 — «С новым 2025 годом! Премьера новогодних приключений на Аризоне!»
- 2025 — «Utopia Show» на YouTube, камео в выпуске «Тайное Мировое Правительство [Топ Сикрет]».

### Дискография

#### Альбомы
- 2002 — Много разных дорог

#### Синглы
- 2010 — «Одиночество на двоих» (совместно с Теоной Дольниковой)
- 2017 — «Поезд Хайпа» (совместно с Эльдаром Джараховым)
- 2017 — «Men in Blog» (совместно с Юрием Хованским)
- 2020 — «Сердце лёд» (совместно с музыкальной группой Cream Soda)
- 2022 — «Батёк»[18][19]
- 2022 — «Шапито» (совместно с Misha Mikhey)
- 2023 — «Любимая моя»